# Barton S. Hays
Pour les articles homonymes, voir Hays.
Barton Mokki Hays, né le 5 avril 1826 à Greenville dans l'état de l'Ohio et décédé le 14 mars 1914 à Minneapolis dans l'état du Minnesota aux États-Unis, est un peintre américain. Associé à la ville d'Indianapolis ou il passe la majorité de sa vie, il est connu pour ces portraits, ces natures mortes, ces panoramas et ces paysages de la région du Midwest et pour avoir été le premier professeur d'un jeune peintre en devenir, William Merritt Chase. 

## Biographie
Barton Stone Hays naît à Greenville dans l'état de l'Ohio en 1826 dans une famille de fermiers. Dans les années 1850, il s'installe dans le comté de Montgomery dans l'état de l'Indiana ou il travaille comme peintre portraitiste. En 1858, il déménage à Indianapolis. Il s'associe avec William Runnion pour fonder la Hays & Runnion, une société spécialisée dans la réalisation de daguerréotypes. Il travaille alors comme daguerréotypiste et comme peintre, étant connu pour ces portraits, ces natures mortes et ces paysages de la région du Midwest. Il exerce également le métier de professeur et a notamment comme élève les peintres William Merritt Chase, John Elwood Bundy, William Forsyth (en) et John Washington Love.
En 1869, il réalise à la demande du gouverneur de l'Indiana Conrad Baker (en) le portrait posthume de l'ancien premier gouverneur du Territoire de l'Indiana et neuvième président des États-Unis William Henry Harrison. En 1871, il part vivre à Cincinnati. Il revient à Indianapolis en 1873. Membre de l'Art Association of Indianapolis, il participe à la fondation du musée d'Art d'Indianapolis en 1883 et quitte définitivement la ville la même année pour aller vivre à Minneapolis dans l'état du Minnesota ou il travaille comme professeur. Il meurt en 1914 et repose au cimetière de Lakewood (en).
Ces œuvres sont notamment visibles ou conservées au Richmond Art Museum (en) de Richmond, au capitole de l'État de l'Indiana, à l'Indiana Historical Society (en) et au musée d'Art d'Indianapolis et au Minnesota History Center (en) de Saint Paul.

## Œuvres

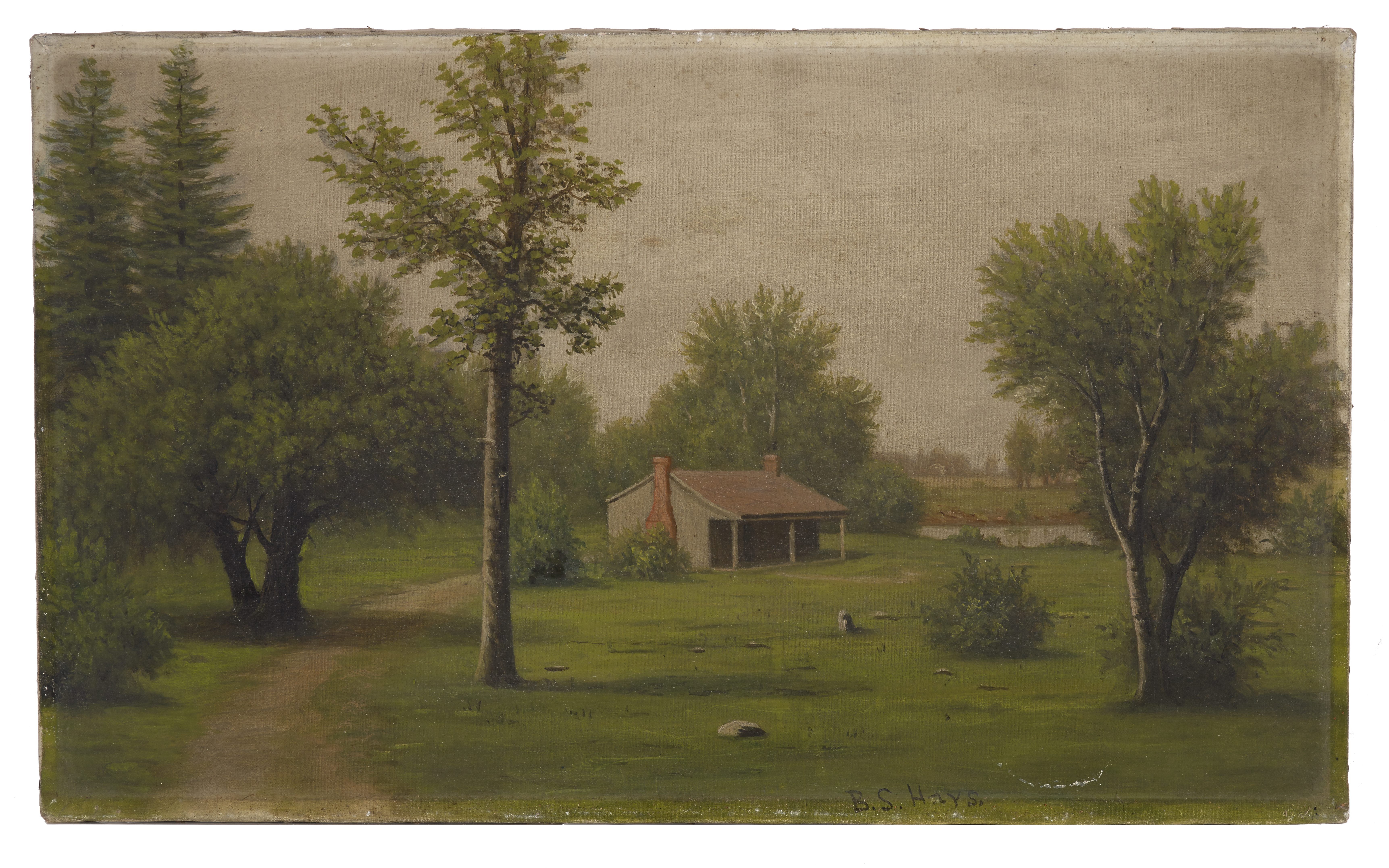
Landscape, sans date, Musée d'Art d'Indianapolis
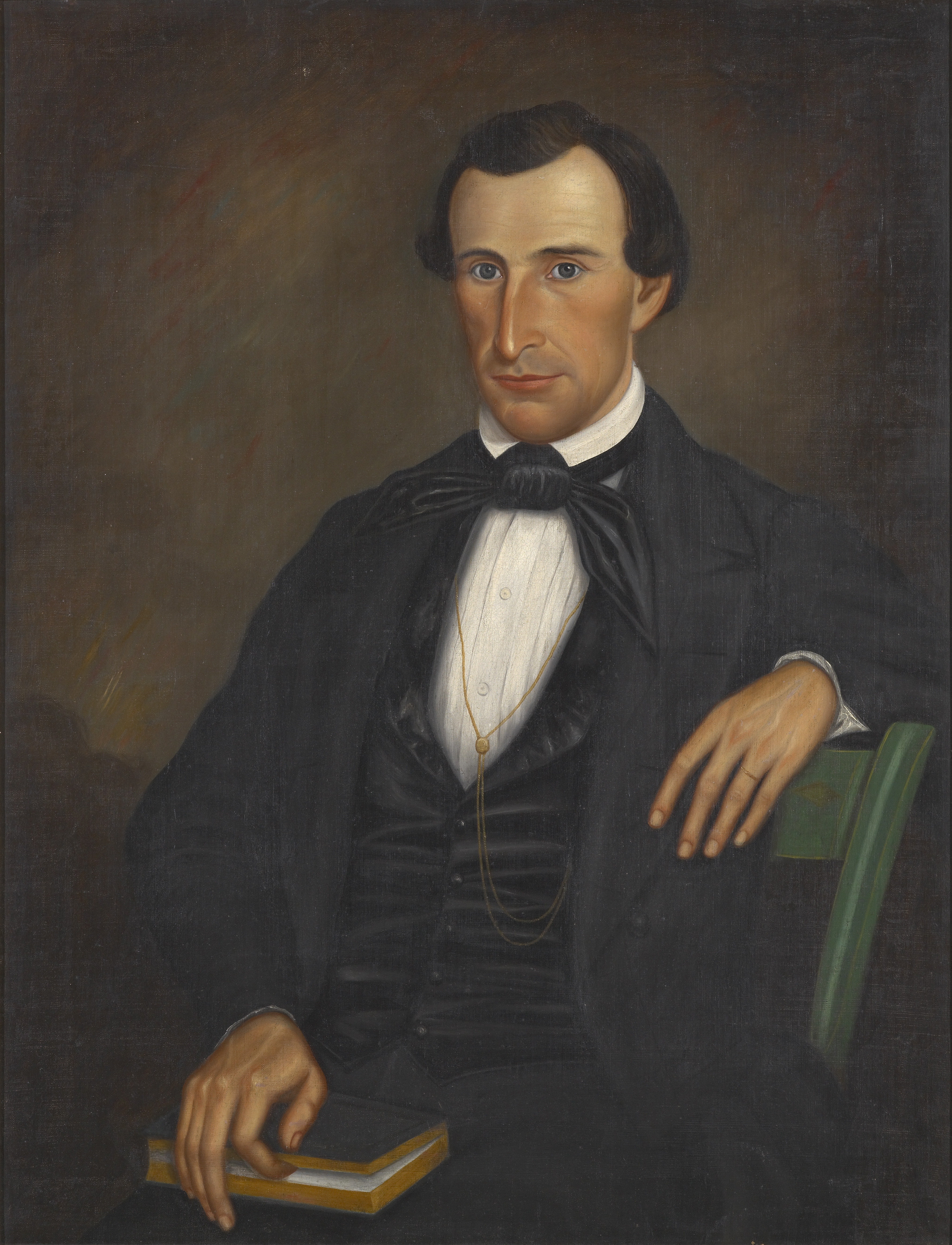
Portrait of Dr. Lewis D. Lyons, sans date, Musée d'Art d'Indianapolis
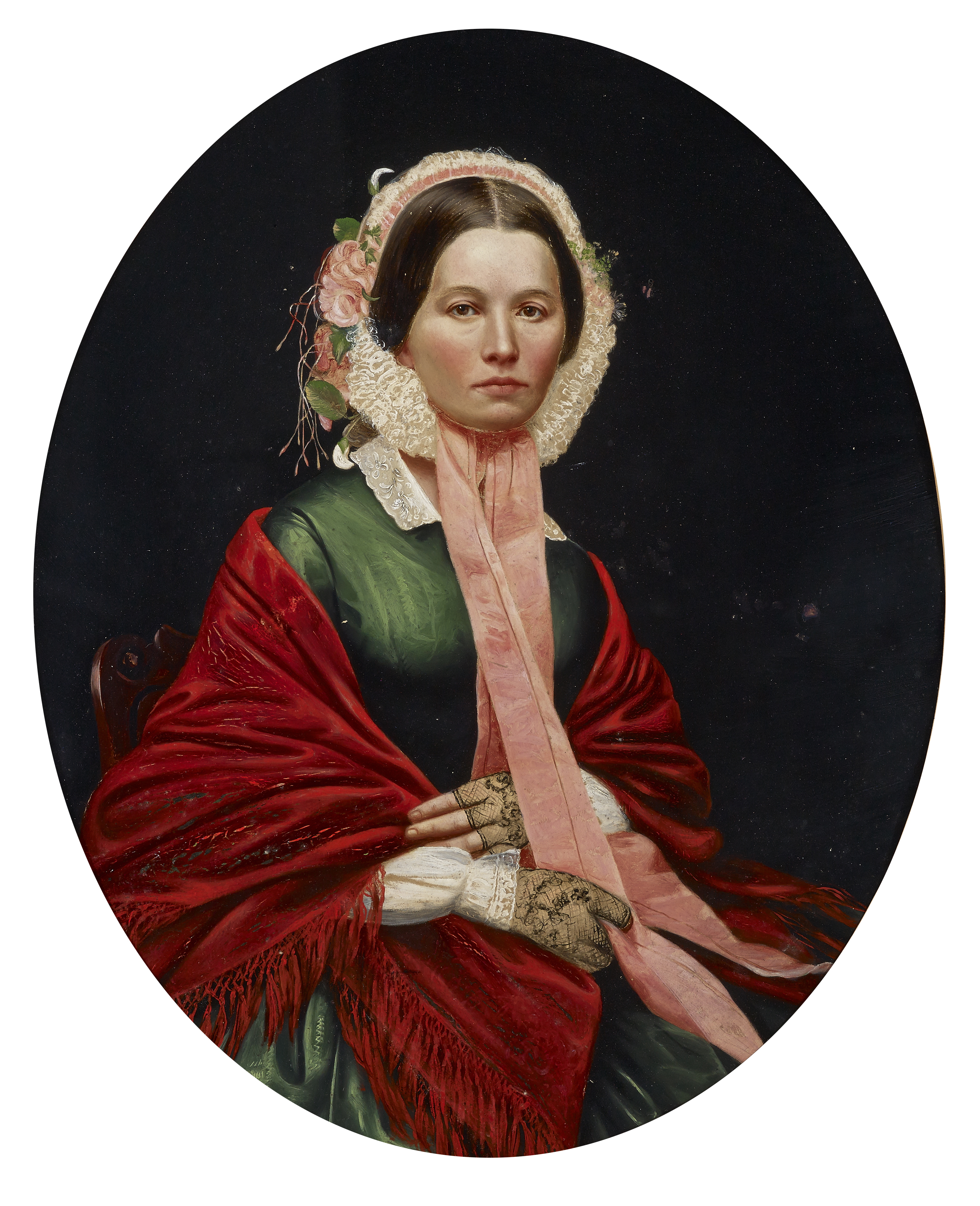
Portrait of Ellen Houser Hays, sans date, Musée d'Art d'Indianapolis
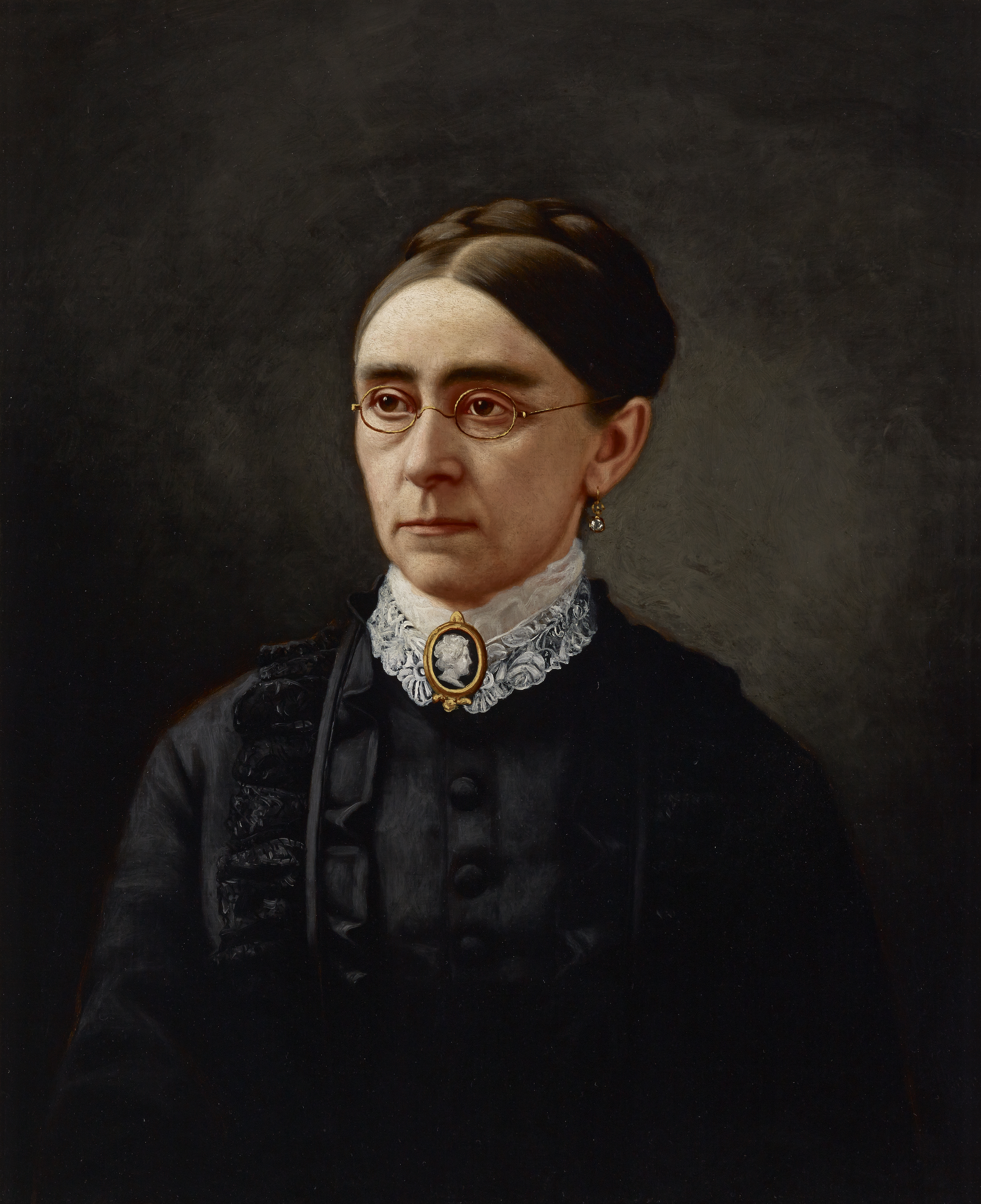
Portrait of Eusebia Sewell, 1881, Musée d'Art d'Indianapolis
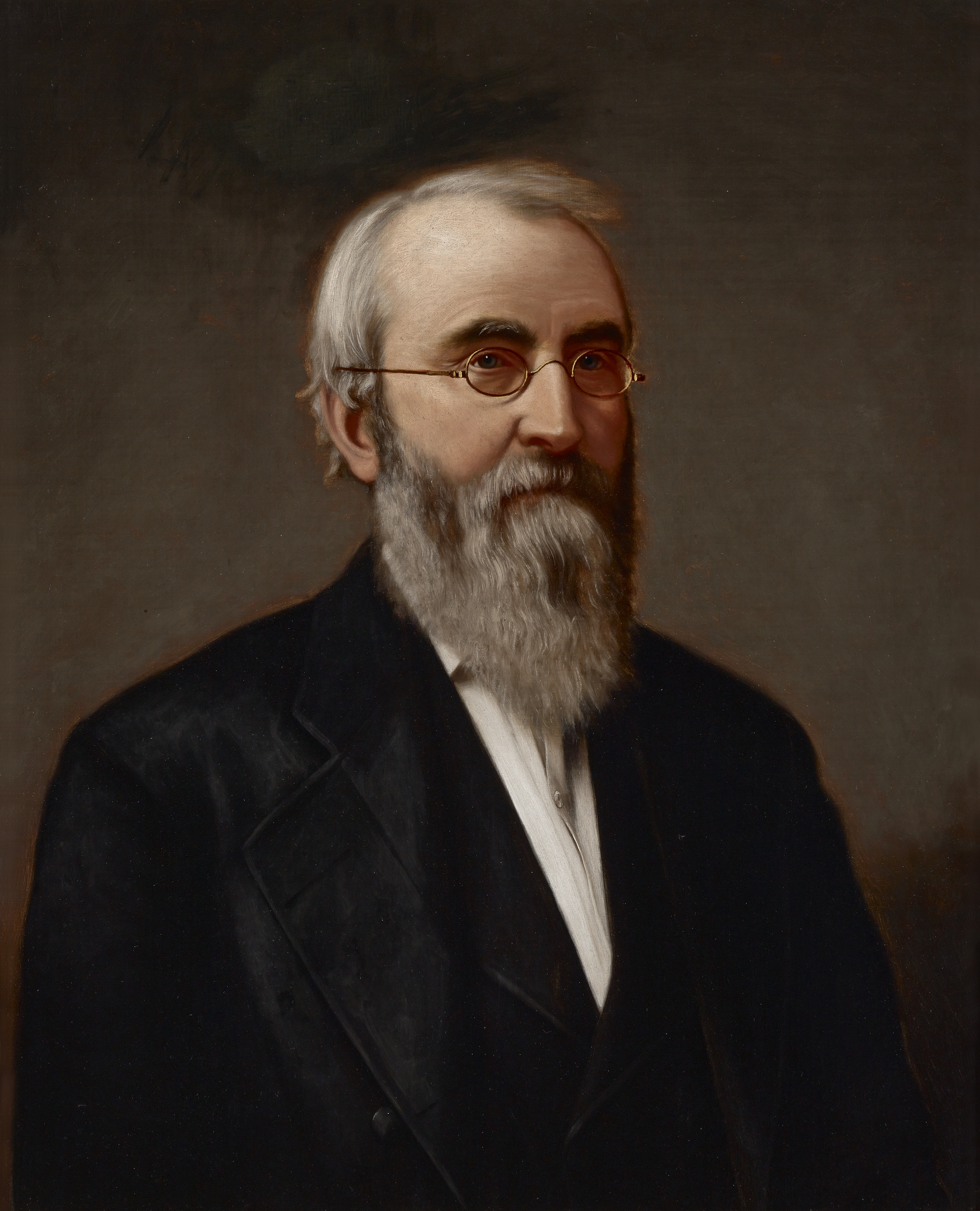
Portrait of William Sewell, 1881, Musée d'Art d'Indianapolis
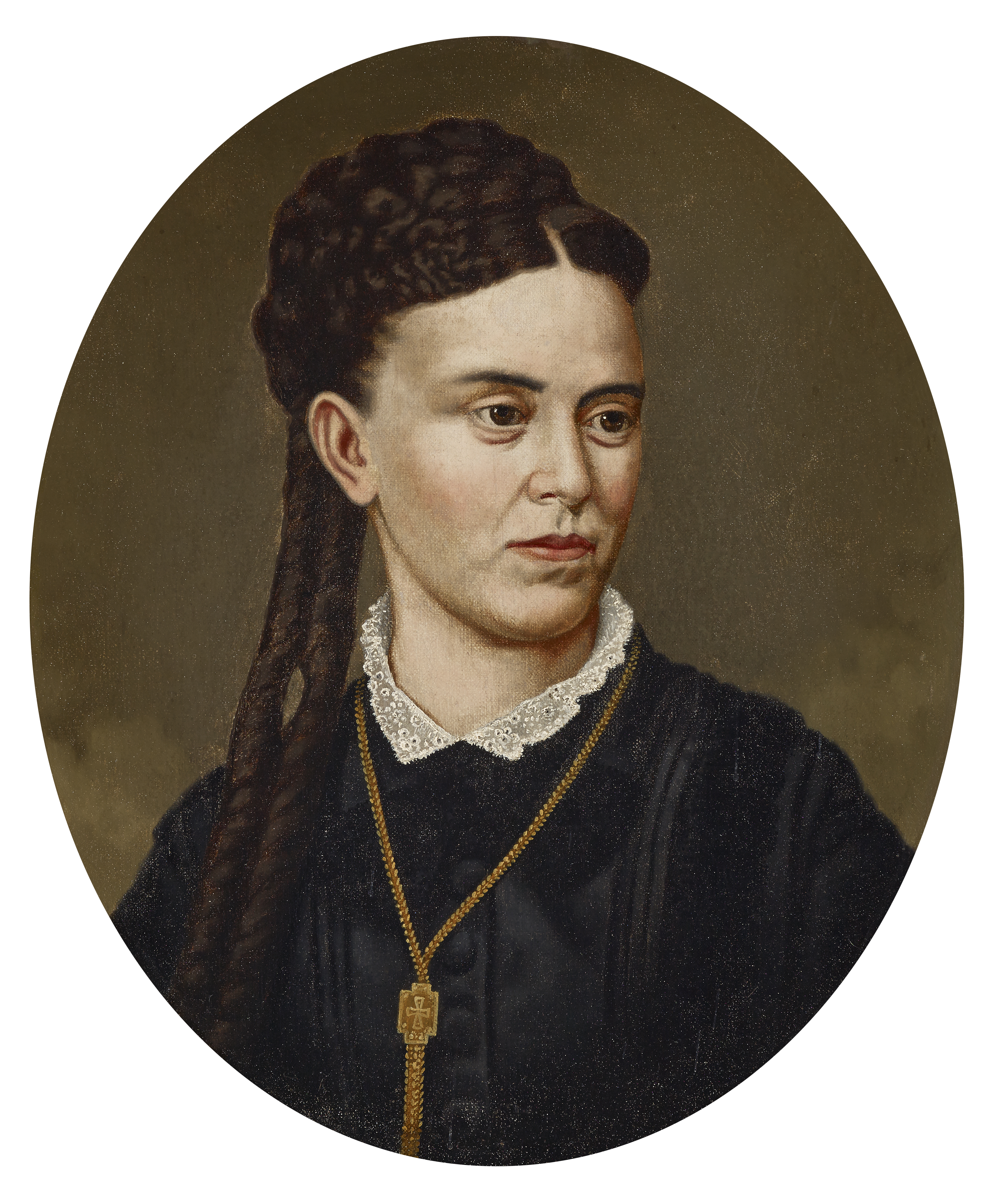
Portrait of Mary A. Alford, sans date, Musée d'Art d'Indianapolis
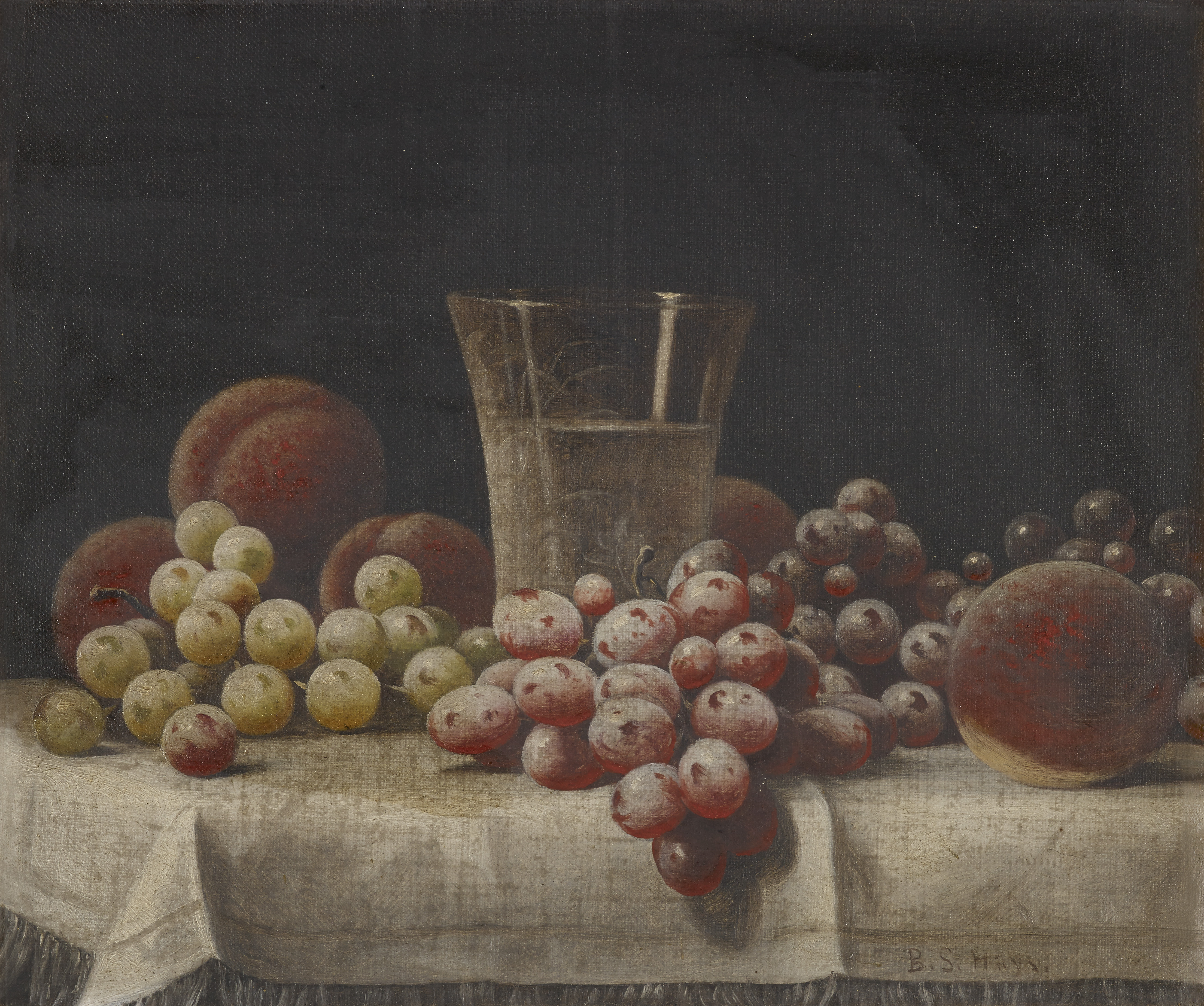
Still Life, sans date, Musée d'Art d'Indianapolis
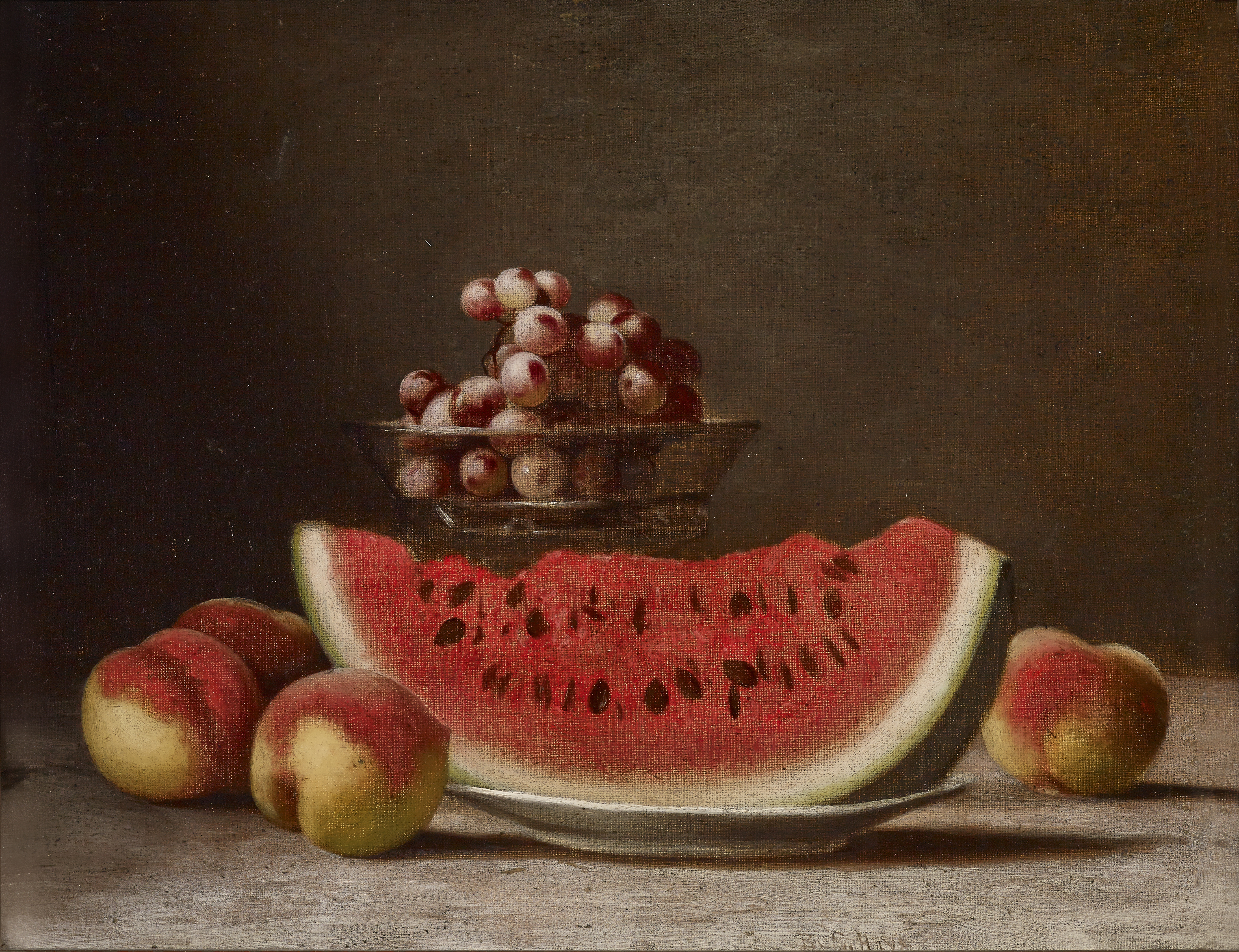
Still Life with Watermelon, sans date, Musée d'Art d'Indianapolis
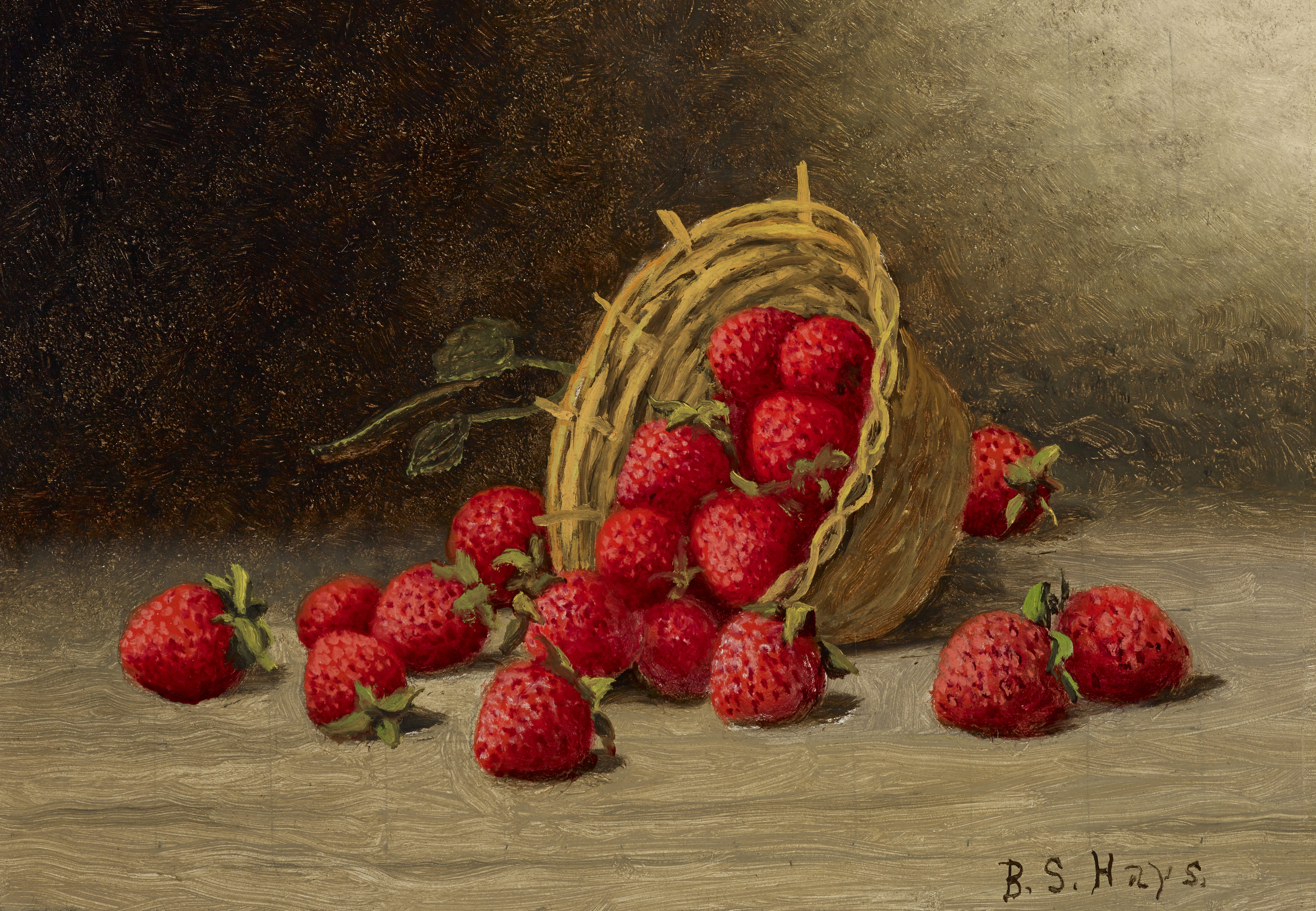
Strawberries, sans date, Musée d'Art d'Indianapolis